# Wiehl-Haus

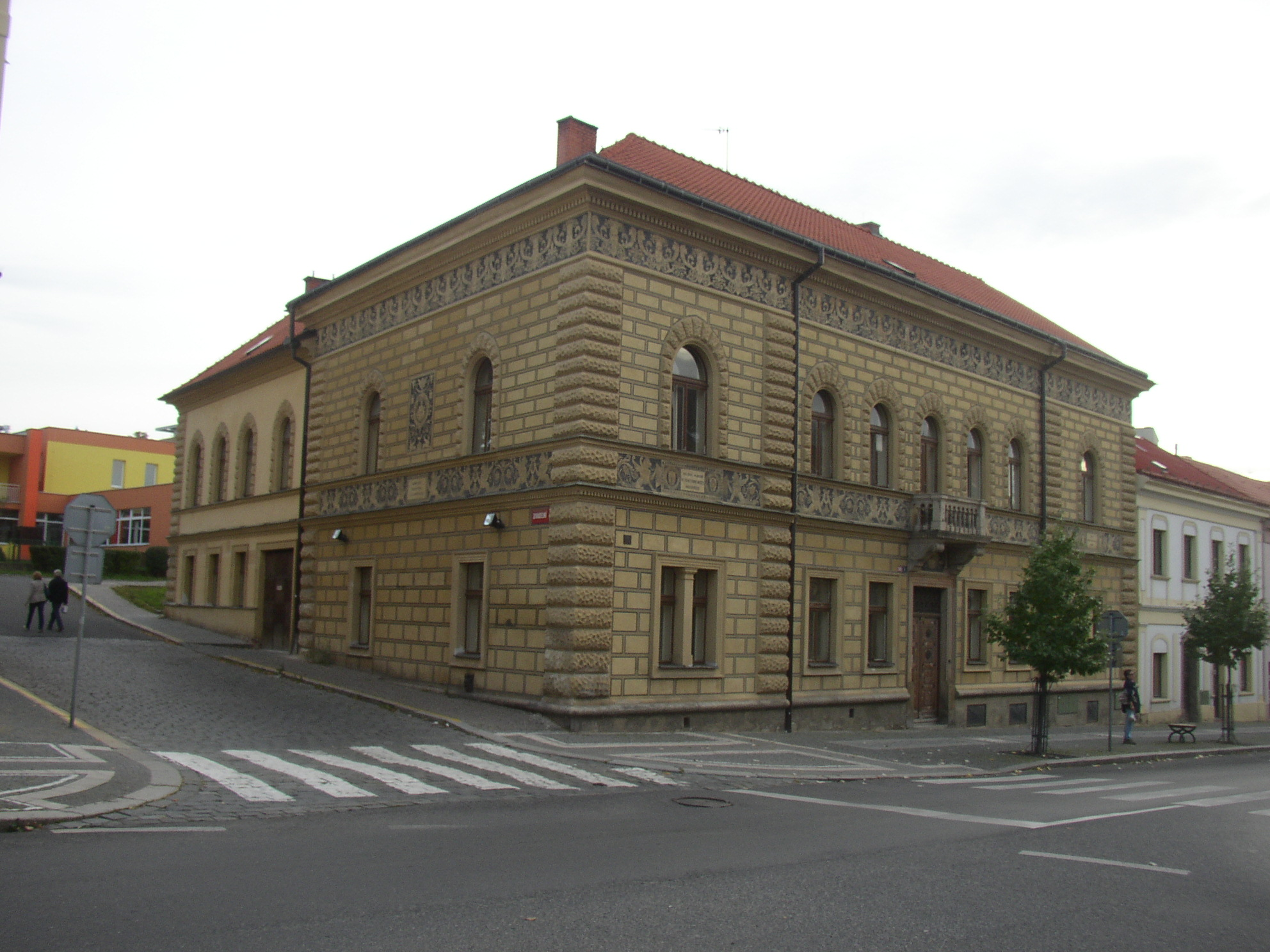
Wiehlhaus in Slaný

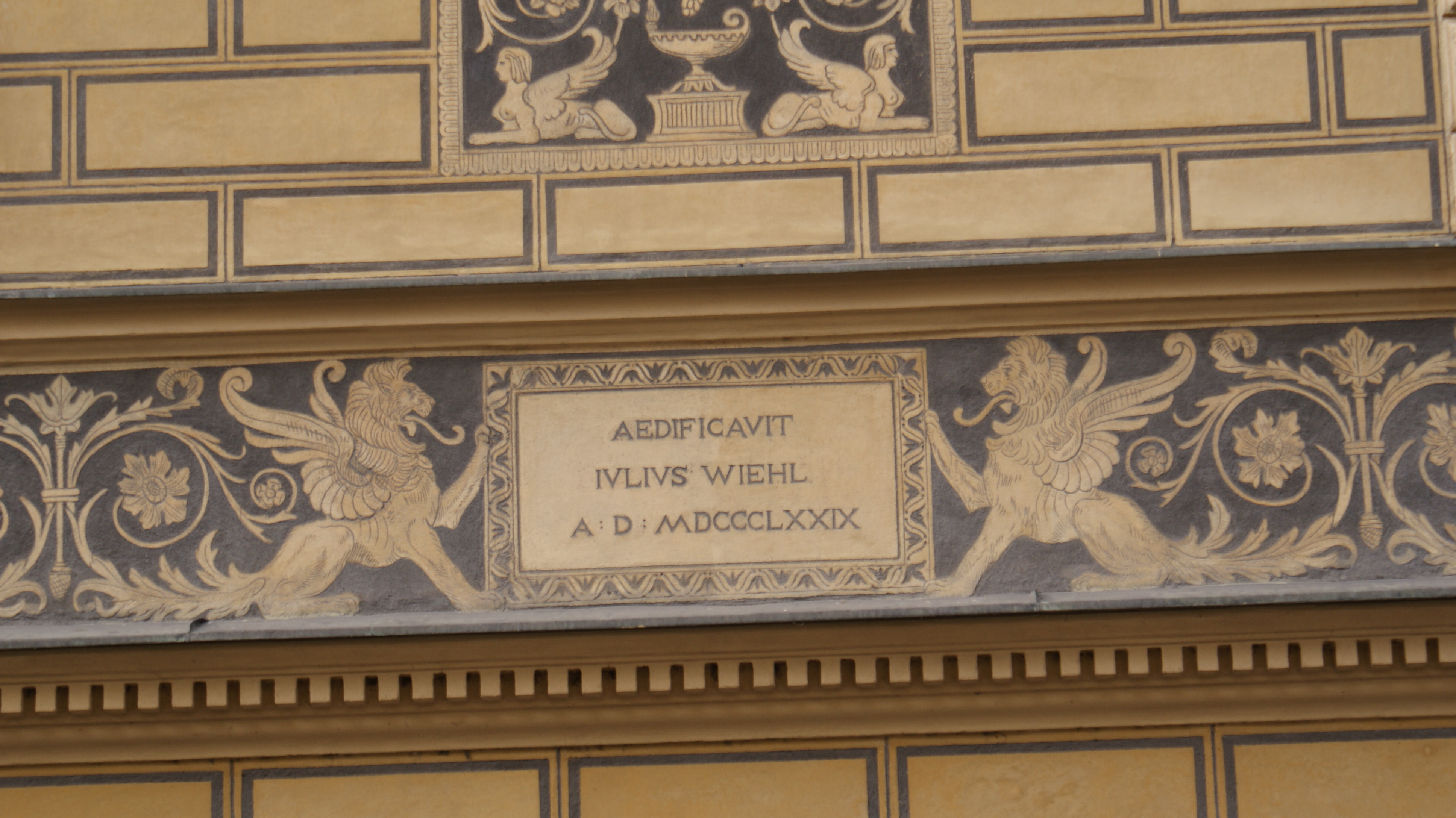
Inschrift an der Fassade

Das Wiehlhaus in Slaný (deutsch Schlan), einer Stadt in der Mittelböhmischen Region (Středočeský kraj) in Tschechien, wurde 1879/80 erbaut. Das Wohnhaus an der Wilson-Straße ist seit 1988 ein geschütztes Kulturdenkmal.

## Beschreibung
Das zweigeschossige Haus von Julius Wiehl wurde von Antonín Wiehl im Stil der Neorenaissance errichtet. An den Ecken und als Fassadengliederung weist es Bossenwerk auf.